# Another World
Another World (i USA Out of this World, i Japan Outer World (アウターワールド Autā Wārudo?), och i Kina 另一個世界) är ett plattformsbaserat actionäventyrsspel som är både designat och utvecklat av en enda person, Éric Chahi, fransk speldesigner och spelutvecklare. Another World blev först utgivet av Delphine Software International och släpptes första gången 1991. Spelet har släppts till flera plattformar under åren; bl.a. till Amiga, DOS, Mac OS Classic, Sega Mega Drive och Super Nintendo. Another World var när det kom ut mycket nyskapande då spelet ingav känslan av en filmisk upplevelse genom ett innovativt användande av cutscenes, grafik och ljudeffekter. Spelet blev kultförklarat av både kritiker och fans, och var när det släpptes ett av de få franska spel som släpptes som konsolspel på världsmarknaden, och blev enligt Éric Chahi inte bara oväntat hyllat av fans och kritiker, utan även en oväntad kommersiell framgång, vilket inspirerade honom till att så småningom påbörja spelet Heart of Darkness. Another World har hittills sålts i över en miljon exemplar sedan första utgivningen.
Another World rankas (genom MobyScore) av webbplatsen MobyGames som en av de bästa spelen till MS-DOS och Amiga genom tiderna, och har tidigare även varit på första plats som det bästa spelet genom tiderna.

## Synopsis av handlingen
Fysikern Lester Knight Chaykin som är spelets huvudperson, anländer en stormig kväll till sitt underjordiska och högteknologiska laboratorium för att fortsätta att arbeta med sitt partikelaccelerator-experiment. Precis innan partiklarna hinner nå sina bestämda mål slår blixten ner i laboratoriet och stör partikelacceleratorn. Detta orsakar en oförutsedd händelse, som teleporterar Lester till en främmande, karg planet någonstans i universum. Under sin vistelse på den ödsliga platsen stöter Lester på flera fientliga rovdjur som han måste undvika, och blir därefter tillfångatagen vid ett möte med humanoida varelser, planetens urinvånare. Protagonisten fängslas i ett underjordiskt och slavarbetsdrivet gruvsystem, där han även möter en vänligt sinnad urinvånare som är fängslad tillsammans med honom. Slutligen flyr de tillsammans: Lesters färd fortsätter och han måste klara sig undan fientliga invånare, farliga miljöer och rovdjur samt lösa ett flertal pussel under resans gång.

## Speldesign
Under arbetet med spelet Future Wars 1989 släpptes ett känt spel, Dragon's Lair, till Amigan, vars grafik Éric Chahi uppmärksammade. Hans reaktion på alla dessa animationer som spelet Dragon's Lair var känt för, var att samma sak kunde göras med vektorgrafik, då 2D-animationer i polygoner tar mindre plats i minnet utan att påverka animationen i sig. Eftersom han var influerad av spelet Dragon's Lair ville han skapa ett spel med stora, uttrycksfulla figurer, och kom snabbt fram till att det skulle bli ett Science Fiction-tema, ett tema han tidigare utforskat i spelet Future Wars. Éric Chahi hade redan innan utvecklingen av Another World en bild av hur spelets fysik skulle vara, nämligen en blandning av spelet Karateka av Jordan Mechner (Brøderbund) och spelet Impossible Mission av Dennis Caswell (Epyx). Andra viktiga influenser som Éric Chahi har haft till designen av spelet Another World är bl.a. Star Wars-filmerna, serietidningar, sci-fi böcker, fantasyteckningar av konstnärer såsom Michael Whelan, Richard Corben och Franck Frazetta. Éric Chahi ville att spelet skulle inge en dramatisk, filmisk upplevelse, så han plockade bort alla element som kunde störa detta såsom HUD:en, text och dialoger. Spelet representerade endast spelmiljön, huvudpersonen, scenobjekt och andra figurer under gameplay-momenten och cutscene-momenten.

## Spelutveckling
Éric Chahi utvecklade spelet på en Amiga 500 och spelet var ursprungligen utvecklat för att kunna köras på Amiga, Atari ST och MS-DOS-system. Another World var ett av de första spelen som använde sig av s.k. rotoscoping-teknik (Jordan Mechners spel Prince of Persia från 1989 använde sig av den tekniken) för att kunna skapa spelets cutscenes och förbättrade, mer flytande, figursanimationer. Denna teknik möjliggjorde användandet av polygoner i 2D istället för de mer traditionella spriteanimationerna som var den traditionella animationstekniken. Tack vare rotoscoping-tekniken som möjliggjorde polygongrafik (i 2D) så var Éric Chahis idé en något nyskapande innovation, och detta var sex år innan det nu väl använda programmet Macromedia Flash kom ut. Innan Éric Chahi började utveckla spelet ville han först testa om det gick att programmera en polygonrutin på Atari ST:n i 68000 assembler för att säkerställa om att tekniken skulle fungera överhuvudtaget, och efter en vecka började det fungera och kunde visa 10 polygoner i 50 bildrutor (frames) per sekund. Även om Éric Chahi hade klart för sig hur spelfysiken skulle se ut, improviserade han det mesta i spelet under utvecklingen. Tidigt under året 1990 blev han färdig med spelets introduktionssekvens, och hade påbörjat arbetet med den första nivån av spelet. Efter intensivt arbetande med Another World blev spelet slutligen färdigproducerat 1991, två år senare, vilket har inspirerat till spelets s.k. tagline: "It took six days to create the Earth. Another World took two years". Detta kan ses på omslaget till till exempel första utgåvan av spelet utgivet av U.S. Gold till Amiga och MS-DOS.

## Spelmoment
Styrning

Spelet styrs genom att man använder tangentbordet eller en handkontroll, eller en joystick beroende på vilken plattform som spelet spelas på. Spelets huvudperson, spelarens avatar Lester Knight Chaykin, styrs genom att man använder fyra olika tangenter/knappar för rörelseriktningar och antingen en eller två tangenter/knappar för primära handlingar som att slåss eller interagera med någonting i omgivningen, eller för att springa med avataren.
Vapen

Lester börjar spelet utan några tillgängliga vapen, och kan endast försvara genom att sparkas. Spelaren får senare tillgång till en strålpistol som blir spelarens primära vapen i spelet. Pistolen har tre funktioner, och dessa kan nås genom att spelaren håller nere tangenten/knappen för attack i olika lång tid. Det första läget tillåter vapnet att avfyra den normala laserstrålen som kan eliminera fientliga varelser. Det andra läget gör att vapnet skapar ett kraftfält som kan motstå fientlig eldgivning. Det tredje läget tillåter pistolen att avfyra en kraftigare laserstråle som kan förgöra väggar och kraftfältssköldar. Dessa måste man dock hushålla med, då de tar mycket kraft av vapnet, vars "batterier" då och då måste laddas upp i speciella kraftstationen som hittas på olika ställen i spelet.
Gränssnitt

Det som gör Another World till ett annorlunda spel är den fullständiga avsaknaden av dialog. Det finns ingen text i spelet förutom speltiteln och huvudmenyn samt eftertexterna i slutet av spelet, och det finns ingen HUD som visar mätare, poäng eller några andra typiska HUD-element. Spelaren måste förlita sig på och följa olika typer av gester, ljud, händelser, reaktioner m.m. för att kunna klara sig igenom spelet.
Interaktion

Det finns olika nivåer i spelet som följer olika typer av scenarion. Lester måste till exempel köra ett fordon, simma eller rulla sig fram, och detta görs genom styrningstangenterna/knapparna. Spelarens avatar har inte några kroppspoäng som spelaren kan använda sig av, utan en träff innebär omedelbar eliminering för både Lester och de fientliga varelserna i spelet. Spelaren måste därför reagera snabbt och använda både pistolen och styrningen strategiskt för att kunna klara sig igenom spelet.
Sparfunktioner

Spelaren har inte några som helst kroppspoäng, men spelet använder sig däremot av ett s.k. checkpoint-system, som används genom att spelaren erhåller en kod då Lester dör. Genom att skriva in denna kan spelaren återvända till en given punkt i spelet och börja spela därifrån. Denna omstartsfunktion sker automatiskt vid spelandet, och koderna behövs bara om man avslutat spelet.

## Uppföljare
Interplay Entertainment ville skapa en uppföljare till Another World till Mega-CD (1994) och Éric Chahi gick med på att skapa en uppföljare, Heart of the Alien, som bara har släppts officiellt till Mega-CD. Éric Chahi har uttalat sig om att han inte ville ha några uppföljare till spelet Another World, då han ville att spelet skulle sluta som det gjorde och att det var upp till spelarna att tolka slutet. Éric Chahi ville istället att uppföljarspelet skulle vara mer en slags fristående version där man istället fick se händelserna ur utomjordingarnas synvinkel, och där protagonisten Lester från Another World mest syntes i bakgrunden under spelets gång. Interplay Entertainment gjorde likväl Heart of the Alien till en uppföljare och originalet Another World medföljde som ett bonusspel på cd-skivan. Éric Chahi blev ytterst besviken på resultatet då uppföljaren tog bort spänningen i originalet och mystiken som omgav slutet av originalspelet. Éric Chahi var bara involverad i grundkonceptet av spelet, och hade egentligen inte något direkt att göra med spelutvecklingen i övrigt.

## Inflytande och arv
Spelen Flashback (1992) och dess uppföljare Fade to Black (1995), utvecklades båda av Delphine Software International och designades av Paul Cuisset (designer av spelet Future Wars). Det var ett vanligt misstag att tolka dem som någon form av uppföljare till originalet Another World, bl.a. eftersom spelen har liknande gameplay-element, grafik och animation. Éric Chahi var inte involverad i utvecklingen av dessa spel. Spelet Another World har tydligen även inspirerat den japanska speldesignern Fumito Ueda när han skapade Playstation 2-spelet ICO. Enligt en intervju med Éric Chahi, så påpekas det att utvecklarna till spelet Outcast skall ha fått inspiration från bl.a. Another World, vilket Éric Chahi inte visste om.